# Momoria bulba
Momoria bulba är en insektsart som beskrevs av Blocker 1979. Momoria bulba ingår i släktet Momoria och familjen dvärgstritar. Inga underarter finns listade i Catalogue of Life.